# Växbo kvarn
Växbo kvarn är ett välbevarat exempel på de större kvarnanläggningar som uppfördes på landsbygden under 1800-talet. Den har ett stort kulturhistoriskt värde genom att hela kvarnmiljön med komplementbyggnader, damm, broar med mera bibehållits.
Växbo kvarn ligger i Växbo i Bollnäs kommun. Anläggningen är byggnadsminne sedan juni 1989. På kvarnområdet bedrivs turistnäring i dag i form av butiker med lokalt hantverk, krog och familjeaktiviteter.

## Historik
Växbo kvarn är en av två större kvarnanläggningar som under senare delen av 1800-talet byggdes vid Växboån. Vid denna tid ersattes de äldre skvaltkvarnarna allmänt av större kvarnar, vilket möjliggjorde en rationellare och mer koncentrerad drift. Den ena av dessa båda storkvarnar är i dag riven, medan Växbo kvarn bevarats i mycket gott skick.
Samtliga byggnader är uppförda i timmer med tegeltak. Kvarnhuset skiljer från övriga byggnader genom sitt brutna tak och de delvis panelade fasaderna.
Kvarnhuset byggdes år 1869 av en inspektor Veng från Marma. Han var också delägare i det ursprungliga kvarnbolaget. Övriga ägare var bönder från byn.

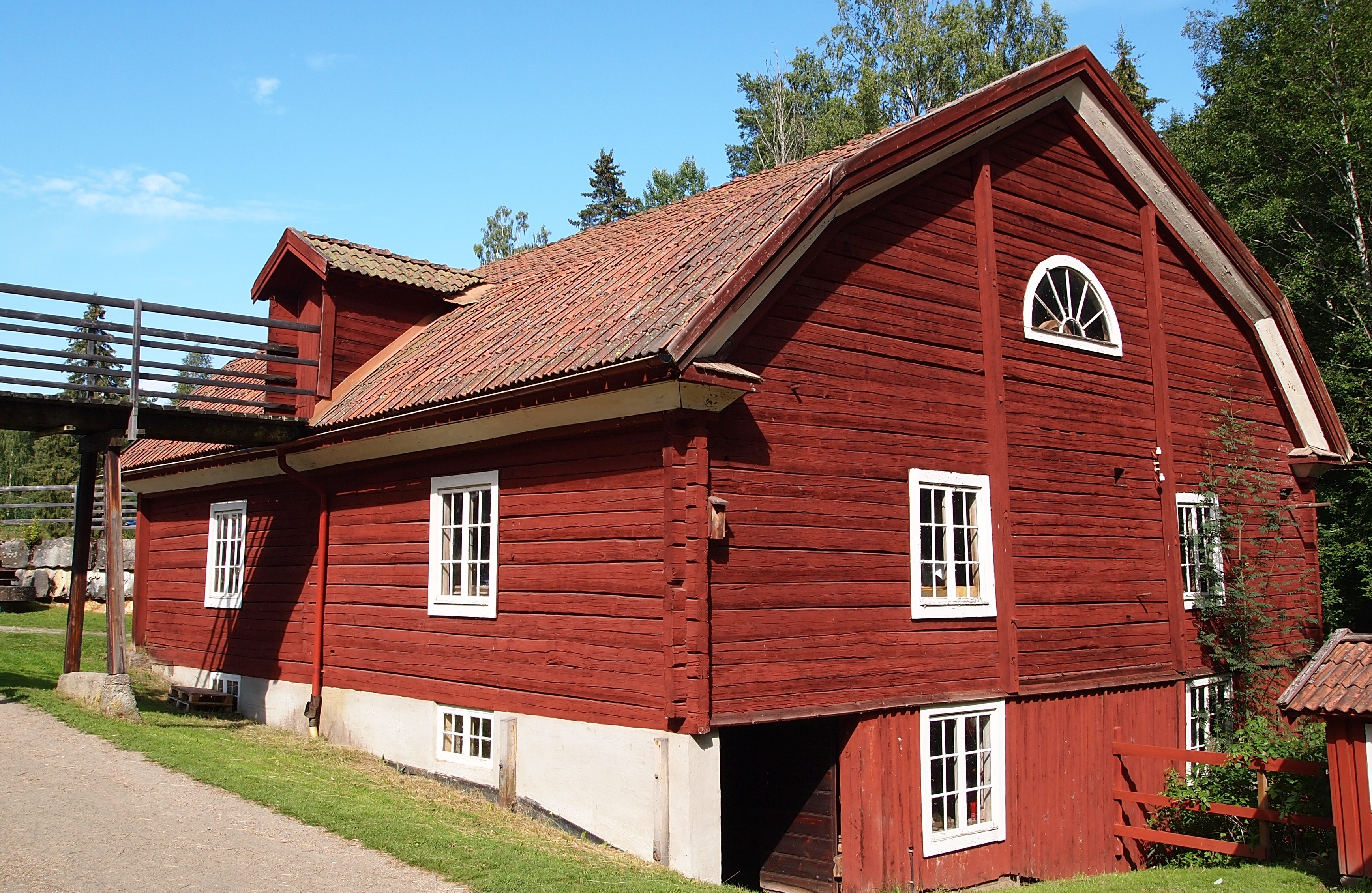
Tullkvarnen.

Kvarnen drevs som tullkvarn, vilket innebär att säden maldes mot avgift. Malningsverksamheten arrenderades ut till en mjölnare, som bodde vid kvarnen i en särskild bostad, troligen uppförd vid kvarnbygget. Eftersom ett mindre jordbruk hörde till mjölnarens försörjning byggdes också ett uthus som rymde stall, fähus, vedbod och höskulle.
Ursprungligen drevs kvarnen med vattenhjul, men det visade sig snart att driften på detta sätt inte blev tillräckligt effektiv. Efter några år installerades därför turbiner, som bättre tog tillvara det begränsade vattenflödet på platsen. Ett turbinhus (sump) byggdes i bottenvåningen. Omkring år 1900 effektiviserades malningen ytterligare genom en höjning av kvarndammen och byte av turbiner. Från denna tid härstammar större delen av den maskinella utrustningen.

### Kvarnhuset
Kvarnhuset är byggt i två våningar med källare. I den nedre våningen finns förmalningsapparaten, bestående av två par kvarnstenar, samt flera kross- och rensverk. Vissa av dessa står kvar sedan kvarnens tillkomsttid. Källarvåningen rymmer sumpen, som utbyttes vid restaureringen 1984–85. Vid samma tillfälle sattes maskineriet i stånd.

### Mjölnarbostaden
Mjölnarbostaden är byggd i en och en halv våning, varav den nedre bevarar ursprunglig planlösning. Kökets bakugn rekonstruerades vid renoveringen. Samtidigt tillkom bron med sittbänkar. I övrigt är exteriören väl bibehållen. Strax väster om huset finns en jordkällare.

### Mälteri
Till anläggningen hör även en mälteribyggnad i två våningar med vind, troligen uppförd år 1891. Mälteriet drevs fram till 1931 av ett från kvarnen fristående bolag. Av fast inredning återstår endast ugnen med varmluftstork samt ett spel i vindsvåningen, medan byggnaden i övrigt är välbevarad.

### Restaurering på 1980-talet

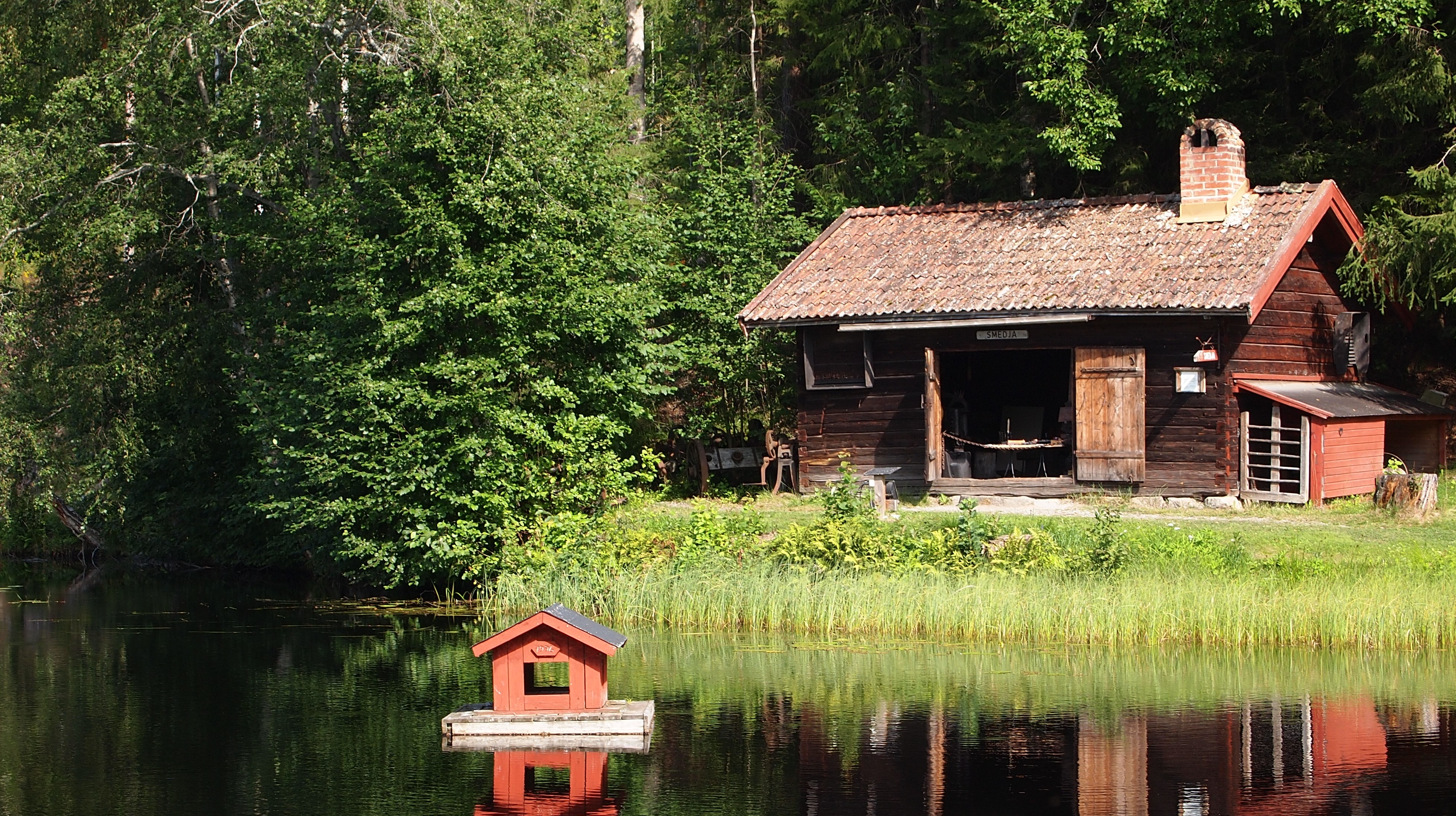
Smedjan.

Restaureringen 1984–85 syftade delvis till att göra det möjligt att visa kvarnanläggningen för allmänheten. Förutom nämnda förändringar åtgärdades skador på byggnaderna och fasaderna målades. År 1986 kompletterades miljön genom att en smedja flyttades från Lars-Andersgården i Lilltjära och sattes upp på platsen för en tidigare raserad smedja.